# 28 de maig
El 28 de maig és el cent quaranta-vuitè dia de l'any del calendari gregorià i el cent quaranta-novè en els anys de traspàs. Queden 217 dies per a finalitzar l'any.

## Esdeveniments
Països Catalans
- 1814 - Després de la retirada de les tropes franceses, Catalunya, que havia estat annexionada a França per Napoléo I, torna oficialment a formar part del Regne d'Espanya.
- 1914 - Barcelona: obre al públic la biblioteca de l'Institut d'Estudis Catalans com a Biblioteca de Catalunya, instal·lada al Palau de la Generalitat de Catalunya.[1]
- 1984 - València: surt a la venda el número 1 de la revista El Temps.[2]

Resta del món
- 1242 - Avinhonet, Comtat de Tolosa: Moren massacrats els inquisidors del tribunal de Tolosa i 9 religiosos més en mans d'un escamot de faidits que els sorprèn mentre dormien.[3]
- 1754 - Farmington (Pennsilvània, EUA): l'exèrcit britànic surt victoriós en la batalla de Jumonville Glen durant la Guerra Franco-Índia.
- 1812 - Bucarest (Romania): es posa fi a la guerra russoturca quan l'Imperi Otomà i l'imperi Rus signen el tractat de Bucarest. El primer cedeix al segon la Bessaràbia i drets a comerciar al llarg del Danubi.
- 1830 - Washington DC: aprovació de l'Indian Removal Act.[4]
- 1871 - París (França): s'acaba el breu domini de la Comuna de París, instaurada formalment el 28 de març) la ciutat de París.
- 1911 - Portugal: aprofitant una llacuna legal, Carolina Beatriz Ângelo esdevé la primera dona que vota en unes eleccions al país; el codi electoral de 1913 restringirà el dret al vot als homes.
- 1926 - Portugal: Cop d'estat del 28 de maig, que termina amb el parlamentarisme en la Primera República de Portugal i duria a l'inici de la Dictadura el 16 de novembre.
- 1940 - Bèlgica: capitulació de l'exèrcit belga després de la campanya de divuit dies durant la Segona Guerra Mundial.
- 2004 - Santiago (Xile): la Cort d'Apel·lacions de Santiago aixeca la immunitat judicial a Augusto Pinochet per la seva responsabilitat en l'Operació Còndor.
- 2006 - Montecarlo (Mònaco): Fernando Alonso guanya el Gran Premi de Mònaco de Fórmula 1, essent el primer espanyol a aconseguir-ho.

## Naixements
Països Catalans
- 1658 - Sant Pere de Roda, actual Roda de Ter i les Masies de Roda (Osona): Bac de Roda, militar català, cap dels Miquelets (m. 1713).[5]
- 1846 - Sagunt (el Camp de Morvedre): Antoni Chabret i Fraga, historiador valencià (m. 1907).
- 1881 - Tblissi, Geòrgia, Imperi Rus: Olga Sacharoff, pintora russa avantguardista establerta a Mallorca i a Catalunya (m. 1967).[6]
- 1911 - Barcelona: Maria Rosa de Navas i Escuder, ceramista catalana.[7]
- 1912 - Barcelona: Avel·lí Artís-Gener, Tísner, periodista, escriptor, ninotaire, escenògraf, traductor, enigmista, director artístic de publicitat i corrector català (m. 2000).[8]
- 1944 - Barcelona: Joaquim Vilallonga i Renom, fou un jugador d'hoquei sobre patins català (m. 2017).
- 1949 - Barcelona: Montserrat Aguadé i Porres, genetista, membre numerària de l'Institut d'Estudis Catalans.[9]
- 1962 - Elx: Cristina Andreu i Galipienso, ballarina, coreògrafa, actriu, directora de companyia i professora de dansa valenciana.[10]

Resta del món
- 1728 - Nàpols: Maria Angela Ardinghelli, traductora, matemàtica, física italiana (m.1825).[11]
- 1738 - Saintes, França: Joseph Ignace Guillotin, metge i diputat francès, que va proposar-ne la utilització de la guillotina a França (m. 1814).[12]
- 1870 - Môtier (Suïssa): Jean Louis Rodolphe Agassiz, zoòleg, glaciòleg, i geòleg americà nascut a Suïssa (m. 1873).[13]
- 1884 - Kožlany, (Txecoslovàquia): Edvard Beneš, va ser el segon President de Txecoslovàquia entre els anys 1935 i 1948, període interromput per l'ocupació alemanya entre 1938 i 1945, durant la qual va romandre a l'exili (m. 1948).[14]
- 1889 - Tbilisi, Geòrgia: Olga Sacharoff'', pintora russa establerta a Catalunya (m. 1967).[15]
- 1903 - Decize, Nièvre: Marguerite Monnot, pianista i compositora francesa (m. 1961).[16]
- 1908 - Londres, Regne Unit: Ian Fleming, actor i novel·lista britànic (m. 1964).[17]
- 1912 - Londres, Regne Unit: Patrick White, escriptor australià, Premi Nobel de Literatura 1973 (m.1990).[18]
- 1912 - Grafton, Austràlia: Ruby Payne-Scott, pionera australiana en el camp de la radiofísica solar i la radioastronomia (m. 1981).[19]
- 1916 - París (França): Albert Lavignac, musicògraf i pedagog francès, conegut pels seus escrits teòrics (n. 1846).[13]
- 1923 - Dicsőszentmárton, Transsilvània, Romania: György Ligeti, compositor hongarès (m. 2006).[20]
- 1940 - Dalkey: Maeve Binchy, escriptora i periodista irlandesa en llengua anglesa (m. 2012).[21]
- 1942 - Des Moines, Iowa (EUA): Stanley Ben Prusiner, bioquímic i neuròleg nord-americà, Premi Nobel de Medicina o Fisiologia de l'any 1997.[22]
- 1944 - Tafalla (Navarra): Carlos Solchaga Catalán, economista i polític basc, ex dirigent del Partit Socialista de Navarra i del Partit Socialista Obrer Espanyol i diverses vegades ministre en diferents governs de Felipe González.[23]
- 1945 - Berkeley (Califòrnia, EUA): John Fogerty, guitarrista, cantant i compositor nord-americà, líder de Creedence Clearwater.[24]
- 1948 - Elsene (Bèlgica): Pierre Rapsat, cantautor.
- 1960 - Madrid: Pastora Vega Aparicio, actriu i presentadora espanyola.[25]
- 1965 - Laprida, Buenos Aires: Gabriela Michetti, política argentina del partit Propuesta Republicana; ha estat vicepresidenta del govern.[26]
- 1968 - Melbourne, Victòria, Austràlia: Kylie Minogue, actriu i cantant australiana.[27]
- 1981 - Gábor Talmácsi, pilot hongarès de motociclisme.
- 1985 - Westminster, Londres, Anglaterraː Carey Mulligan, actriu britànica.[28]
- 1994 - Txernogolovka (Rússia): Serguei Nutels, pianista rus.
- 1999 - Los Angeles (Califòrnia), EUA: Cameron Boyce, actor estatunidenc (m. 2019).

## Necrològiques
Països Catalans
- 1311 - Mallorca: Jaume II, rei de Mallorca i comte del Rosselló i la Cerdanya i senyor de Montpeller (n. 1243).
- 1430 - Ermita de Sant Joan, Montblanc: Elionor d'Aragó-Urgell, infanta d'Urgell que es retirà a fer vida eremítica (n. 1378).[29]
- 1789 - Barcelona: Josepa Vilaret, veïna barcelonina, activa en els Rebomboris del pa, detinguda, sentenciada a mort i executada a la forca.[30]
- 1927 - València: Francesc Almarche i Vázquez, historiador valencià (n. 1875).
- 1981 - Sevillla: Paulina Crusat, escriptora, traductora i crítica literària catalana en llengua castellan (n. 1900).[31]
- 1991 - Palma: Joan Bonet Gelabert, periodista i escriptor (n. 1918).[32]
- 2005 - Berga: mor assassinat el jove de vint-i-dos anys Josep Maria Isanta durant les festes de la Patum.[33]
- 2007 - Barcelona: Eduard Pons Prades, també conegut pel pseudònim de Floreado Barsino, va ser un escriptor especialitzat en la Història Contemporània espanyola (n. 1920).[34]
- 2008 - Barcelona: Sebastià Salellas i Magret, advocat català (n. 1948).

Resta del món
- 1357 - Lisboa: Alfons IV de Portugal, rei de Portugal (n. 1291).
- 1419 - Alken, principat de Lieja: Joan de Wallenrode, príncep-bisbe de Lieja.
- 1621 - Ahmedabad (Índia): Xeic Adam Safi-ad-Din, 28è daï (missioner) tayyibita de l'Índia.
- 1673 - Alkmaar, Països Baixos: Joan Blaeu, cartògraf holandès (n. 1596).
- 1797 - Múnic: Anton Raaff, tenor alemany (n. 1714).[35]
- 1805 - Madrid (Espanya): Luigi Boccherini, violoncel·lista i compositor italià (n. 1743).[36]
- 1849 - Scarborough, North Yorkshire, Anglaterra: Anne Brontë, novel·lista i poetessa britànica (n 1820).[37]
- 1878 - Richmond Park, Surrey (Anglaterra): Lord John Russell, polític anglès, Primer Ministre del Regne Unit (n. 1792).[13]
- 1932 - París: Jacqueline Marval, pintora francesa, litògrafa i escultora (n. 1866).[38]
- 1933 - Los Angeles: Julia Swayne Gordon, actriu de cinema mut nord-americana molt popular en la dècada de 1910 (n. 1881).[39]
- 1936 - Neu-Isenburg, Alemanya: Bertha Pappenheim, feminista austríaca jueva i defensora dels drets de la dona i del nen (n. 1859).[40]
- 1938 - Santander: Matilde Zapata, directora del diari càntabre La Región, afusellada pel franquisme (n. 1906).[41]
- 1963 - Mosman, Sydney: Margaret Preston, pintora modernista i gravadora australiana (n. 1875).[42]
- 1972 - 
  - Faucon: Violette Leduc, escriptora francesa (n. 1907).[43]
  - París (França): Eduard VIII del Regne Unit, rei de la Gran Bretanya i d'Irlanda del Nord, d'Irlanda i dels Dominis britànics d'ultramar, i emperador de l'Índia. Abdicà de la corona per tal de poder-se casar amb la dues vegades divorciada Wallis Simpson (n. 1894).[44]
- 1981 - Durham, Carolina del Nord: Mary Lou Williams, pianista de jazz estatunidenca (n. 1910).[45]
- 1988 - Nova York (EUA): Melvin James Oliver, trompetista, arranjador, cantant i compositor de jazz nord-americà conegut amb el pseudònim de Sy Oliver (n. 1910).[46]
- 2003 - Brussel·les (Bèlgica): Ilià Prigogin, químic belga d'origen soviètic, Premi Nobel de Química 1977 (n. 1917).[47]
- 2014 - Winston-Salem: Maya Angelou, poetessa, novel·lista, activista pels drets civils, actriu i cantant dels EUA.[48]
- 2015 - Line Lexington, Pennsilvàniaː Claire Kelly Schultz, capdavantera en el desenvolupament primerenc d'informació automatitzada.[49]
- 2018 - Madrid, Espanya: María Dolores Pradera, cantant i actriu espanyola (n. 1924).[50]

## Festes i commemoracions
- Festa local de Prullans, a la comarca de la Cerdanya
- Diada nacional d'Armènia, establerta el 1918.
- Dia internacional per la Salut de les Dones.
- Dia Mundial de la Higiene Menstrual
- Dia Internacional de l'Hamburguesa

### Santoral

#### Església Catòlica
- Sants al Martirologi romà (2011): Just d'Urgell, bisbe; Guillem de Gel·lona, anacoreta; Germà de París, bisbe; Helicònide de Tessalònica, verge i màrtir; Caraú de Chartres, màrtir; Ubaldesca de Pisa, laica; Pau Hanh, màrtir.
  - Beats Lanfranc de Canterbury, bisbe; Herculà de Piegaro, franciscà; Margaret Pole, màrtir; Maria Bartolommea Bagnesi, dominica; Thomas Ford, John Shert i Robert Johnson, màrtirs; Antoni Julian Nowowiejski i companys i Wladyslaw Demski, màrtirs; Luigi Biraghi, fundador.
- Sants Just de Vic, confessor; Emili, Fèlix, Príam i Felicià de Sardenya, màrtirs; Gemilià de Càller, bisbe màrtir; Llucià de Sardenya, màrtir; anteriorment: Bernat d'Aosta.
- Venerats a l'Orde de la Mercè: beata Ana de Corro o Maria de la Nativitat, verge.

#### Església Copta
- 20 Baixans: Ammon d'Egipte, eremita.

#### Església Ortodoxa (segons el calendari julià)
- Se celebren els corresponents al 10 de juny del calendari gregorià.

#### Església Ortodoxa (segons el calendari gregorià)
Corresponen als sants del 15 de maig del calendari julià litúrgic:
- Sants Pacomi el Gran, fundador del monaquisme cenobític; Isaïes de Rostov, bisbe; Demetri de Moscou o Demetri d'Úglitx, príncep assassinat, fill d'Ivan IV de Rússia; Aquilí de Larissa; Eufrosí de Pskov, abat i taumaturg; Isaïes de les Caves de Kíev, taumaturg; Pacomi i Silvà de Nerekhta, monjos; Pacomi de Txèrnigov, màrtir (1938), Aberci de Txèrnigov, arquebisbe màrtir (1927), Nikolai Kedrov, màrtir (1936), Vladímir Zagarskij (1937); Bàrbar de Corfú; Andreu l'Eremita, taumaturg.

#### Església d'Anglaterra
- Sant Lanfranc de Canterbury, bisbe.

#### Església Episcopal dels Estats Units
- Sant Joan Calví, teòleg.